# Aruppukkottai
Aruppukkottai är en stad i den indiska delstaten Tamil Nadu, och tillhör distriktet Virudhunagar. Folkmängden uppgick till 87 722 invånare vid folkräkningen 2011.